# Mistrzostwa Ameryki Południowej w Lekkoatletyce 2013 – rzut oszczepem mężczyzn
Rzut oszczepem mężczyzn – jedna z konkurencji rozegranych podczas lekkoatletycznych mistrzostw Ameryki Południowej w Cartagena de Indias.
Złoty medal – pierwszy w karierze – zdobył reprezentant Paragwaju Víctor Fatecha.

## Terminarz
| Data         | Godzina | Runda |
| ------------ | ------- | ----- |
| 7 lipca 2013 |         | Finał |

## Rekordy
Tabela prezentuje rekord świata, Ameryki Południowej oraz czempionatu, a także najlepsze rezultaty w Ameryce Środkowej i na Karaibach i na świecie w sezonie 2013 przed rozpoczęciem mistrzostw
| Rekord świata                  | Jan Železný    | 98,48 | Jena         | 25 maja 1996         |
| Rekord Ameryki Płd.            | Edgar Baumann  | 84,70 | San Marcos   | 17 października 1999 |
| Rekord mistrzostw Ameryki Płd. | Arley Ibargüen | 81,07 | Lima         | 20 czerwca 2009      |
| Listy światowe                 | Tero Pitkämäki | 87,60 | Szanghaj     | 18 maja 2013         |
| Listy Ameryki Płd.             | Braian Toledo  | 78,60 | Buenos Aires | 6 kwietnia 2013      |

## Rezultaty

### Finał
Rozegrano tylko rundę finałową, która odbyła się 7 lipca. Złoty medal, rzutem w czwartej serii, zapewnił sobie Paragwajczyk Víctor Fatecha. 
| Poz. | Imię i nazwisko         | Reprezentacja | 1     | 2     | 3     | 4     | 5     | 6     | Rezultat |
| ---- | ----------------------- | ------------- | ----- | ----- | ----- | ----- | ----- | ----- | -------- |
|      | Víctor Fatecha          | Paragwaj      | 72.21 | 75.51 | x     | 76.14 | x     | x     | 76.14    |
|      | Arley Ibargüen          | Kolumbia      | 72.43 | 75.28 | 74.11 | 73.20 | 73.09 | 76.13 | 76.13    |
|      | Braian Toledo           | Argentyna     | 73.59 | 75.33 | 74.53 | 72.61 | 74.49 | x     | 75.33    |
| 4    | Júlio César de Oliveira | Brazylia      | 69.21 | x     | x     | 74.05 | 75.20 | 70.68 | 75.20    |
| 5    | Paulo Enrique da Silva  | Brazylia      | 69.33 | 66.90 | 70.46 | 71.61 | x     | 70.25 | 71.61    |
| 6    | Noraldo Palacios        | Kolumbia      | x     | 67.41 | 71.26 | x     | 66.95 | 69.14 | 71.26    |
| 7    | Edgar Jara              | Paragwaj      | 71.25 | 70.98 | x     | 69.89 | 69.02 | 70.87 | 71.25    |
| 8    | Lealain Baird           | Gujana        | x     | 64.94 | x     | x     | 59.39 | x     | 64.94    |
| 9    | José Escobar            | Ekwador       | 59.83 | x     | 60.78 |       |       |       | 60.78    |